# 伴侣光毛蟹
伴侣光毛蟹（学名：Glabropilumnus sodalis）为扇蟹科光毛蟹属的动物。分布于小笠原群岛、西太平洋、马尔代夫群岛、斯里兰卡、台湾，包括东海等海域，生活环境为海水，一般栖息于水深32-210米的海底。其生存的海拔范围为-210至-32米。